# Youssouf Fofana
Youssouf Fofana (ur. 10 stycznia 1999 w Paryżu) – francuski piłkarz pochodzenia iworyjskiego, występujący na pozycji środkowego pomocnika we włoskim klubie AC Milan oraz w reprezentacji Francji. Srebrny medalista Mistrzostw Świata 2022. Półfinalista Mistrzostw Europy 2024.

## Kariera klubowa

### RC Strasbourg
W 2017 roku dołączył do akademii RC Strasbourg. 1 lipca 2018 został przesunięty do pierwszego zespołu. Zadebiutował 24 sierpnia 2018 w meczu Ligue 1 przeciwko Olympique Lyon (2:0). Pierwszą bramkę zdobył 30 października 2018 w meczu Pucharu Ligi Francuskiej przeciwko Lille OSC (2:0). Pierwszą bramkę w lidze zdobył 19 stycznia 2019 w meczu przeciwko AS Monaco (1:5). W sezonie 2018/19 jego zespół zdobył Puchar Ligi Francuskiej. 25 lipca 2019 zadebiutował w kwalifikacjach do Ligi Europy w meczu przeciwko Maccabi Hajfa (3:1).

### AS Monaco
29 stycznia 2020 podpisał kontrakt z klubem AS Monaco. Zadebiutował 1 lutego 2020 w meczu Ligue 1 przeciwko Nîmes Olympique (3:1).

## Kariera reprezentacyjna

### Francja U-20
W 2019 roku otrzymał powołanie do reprezentacji Francji U-20. Zadebiutował 20 marca 2019 w meczu towarzyskim przeciwko reprezentacji Argentyny U-20 (1:0). 13 maja 2019 otrzymał powołanie na Mistrzostwa Świata U-20 2019, na których zadebiutował 25 maja 2019 w meczu fazy grupowej przeciwko reprezentacji Arabii Saudyjskiej U-20 (2:0), w którym zdobył swoją pierwszą bramkę.

### Francja U-21
W 2019 roku otrzymał powołanie do reprezentacji Francji U-21. Zadebiutował 19 listopada 2019 w meczu eliminacji do Mistrzostw Europy U-21 2021 przeciwko reprezentacji Szwajcarii U-21 (3:1). 20 maja 2021 otrzymał powołanie na Mistrzostwa Europy U-21 2021.

## Statystyki

### Klubowe
(aktualne na dzień 15 stycznia 2023)
| Klub               | Sezon              | Liga               | Liga  | Liga   | Puchar kraju | Puchar kraju | Puchar ligi | Puchar ligi | Europa | Europa | Suma  | Suma   |
| Klub               | Sezon              | Liga               | Mecze | Bramki | Mecze        | Bramki       | Mecze       | Bramki      | Mecze  | Bramki | Mecze | Bramki |
| ------------------ | ------------------ | ------------------ | ----- | ------ | ------------ | ------------ | ----------- | ----------- | ------ | ------ | ----- | ------ |
| RC Strasbourg      | 2018/2019          | Ligue 1            | 17    | 2      | 1            | 0            | 4           | 1           | –      | –      | 22    | 3      |
| RC Strasbourg      | 2019/2020          | Ligue 1            | 13    | 1      | 1            | 0            | 2           | 0           | 3      | 0      | 19    | 1      |
| RC Strasbourg      | Ogólnie            | Ogólnie            | 30    | 3      | 2            | 0            | 6           | 1           | 3      | 0      | 41    | 4      |
| AS Monaco          | 2019/2020          | Ligue 1            | 7     | 0      | 0            | 0            | –           | –           | –      | –      | 7     | 0      |
| AS Monaco          | 2020/2021          | Ligue 1            | 35    | 0      | 5            | 0            | –           | –           | –      | –      | 40    | 0      |
| AS Monaco          | 2021/2022          | Ligue 1            | 33    | 0      | 4            | 0            | –           | –           | 9      | 1      | 46    | 1      |
| AS Monaco          | 2022/2023          | Ligue 1            | 18    | 1      | 1            | 0            | –           | –           | 8      | 0      | 27    | 0      |
| AS Monaco          | Ogólnie            | Ogólnie            | 93    | 0      | 10           | 0            | 0           | 0           | 11     | 1      | 120   | 1      |
| Ogólnie w karierze | Ogólnie w karierze | Ogólnie w karierze | 123   | 3      | 12           | 0            | 6           | 1           | 20     | 1      | 161   | 5      |

### Reprezentacyjne
(aktualne na dzień 25 czerwca 2021)
| Reprezentacja | Rok     | Mecze | Bramki |
| ------------- | ------- | ----- | ------ |
| Francja U-20  |         |       |        |
| 2019          | 7       | 1     |        |
| Ogólnie       | Ogólnie | 7     | 1      |
| Francja U-21  |         |       |        |
| 2019          | 1       | 0     |        |
| Ogólnie       | Ogólnie | 1     | 0      |

| Mecze i gole w reprezentacji | Mecze i gole w reprezentacji | Mecze i gole w reprezentacji | Mecze i gole w reprezentacji | Mecze i gole w reprezentacji | Mecze i gole w reprezentacji | Mecze i gole w reprezentacji | Mecze i gole w reprezentacji |
| Francja U-20                 | Francja U-20                 | Francja U-20                 | Francja U-20                 | Francja U-20                 | Francja U-20                 | Francja U-20                 | Francja U-20                 |
| Lp.                          | Data                         | Miejsce                      | Gospodarz                    | Gość                         | Wynik                        | Gol                          | Rozgrywki                    |
| ---------------------------- | ---------------------------- | ---------------------------- | ---------------------------- | ---------------------------- | ---------------------------- | ---------------------------- | ---------------------------- |
| 1.                           | 20.03.2019                   | Murcja                       | Francja U-20                 | Argentyna U-20               | 1:0                          |                              | Mecz towarzyski              |
| 2.                           | 22.03.2019                   | Murcja                       | Francja U-20                 | Stany Zjednoczone U-20       | 2:2                          |                              | Mecz towarzyski              |
| 3.                           | 25.05.2019                   | Gdynia                       | Francja U-20                 | Arabia Saudyjska U-20        | 2:0                          | Gol                          | MŚ U-20 2019                 |
| 4.                           | 28.05.2019                   | Bydgoszcz                    | Panama U-20                  | Francja U-20                 | 0:2                          |                              | MŚ U-20 2019                 |
| 5.                           | 31.05.2019                   | Gdynia                       | Mali U-20                    | Francja U-20                 | 2:3                          |                              | MŚ U-20 2019                 |
| 6.                           | 04.06.2019                   | Bydgoszcz                    | Francja U-20                 | Stany Zjednoczone U-20       | 2:3                          |                              | MŚ U-20 2019                 |
| 7.                           | 15.11.2019                   | Salon-de-Provence            | Francja U-20                 | Turcja U-20                  | 4:0                          |                              | Mecz towarzyski              |
| Francja U-21                 |                              |                              |                              |                              |                              |                              |                              |
| Lp.                          | Data                         | Miejsce                      | Gospodarz                    | Gość                         | Wynik                        | Gol                          | Rozgrywki                    |
| 1.                           | 19.11.2019                   | Neuchâtel                    | Szwajcaria U-21              | Francja U-21                 | 3:1                          |                              | el. ME U-21 2021             |
| Francja                      |                              |                              |                              |                              |                              |                              |                              |
| 1.                           | 22.09.2022                   | Saint-Denis                  | Francja                      | Austria                      | 2:0                          |                              | LN 2022/2023                 |
| 2.                           | 25.09.2022                   | Kopenhaga                    | Dania                        | Francja                      | 2:0                          |                              | LN 2022/2023                 |
| 3.                           | 22.11.2022                   | Al-Wakra                     | Francja                      | Australia                    | 4:1                          |                              | MŚ 2022                      |
| 4.                           | 26.11.2022                   | Doha                         | Francja                      | Dania                        | 2:1                          |                              | MŚ 2022                      |
| 5.                           | 30.11.2022                   | Ar-Rajjan                    | Francja                      | Tunezja                      | 0:1                          |                              | MŚ 2022                      |
| 6.                           | 04.12.2022                   | Doha                         | Francja                      | Polska                       | 3:1                          |                              | MŚ 2022                      |
| 7.                           | 14.12.2022                   | Al-Chaur                     | Francja                      | Maroko                       | 2:0                          |                              | MŚ 2022                      |
| 8.                           | 18.12.2022                   | Lusajl                       | Francja                      | Argentyna                    | 3:3 (k. 2:4)                 |                              | MŚ 2022                      |
| 9.                           | 24.03.2023                   | Saint-Denis                  | Francja                      | Holandia                     | 4:0                          |                              | el. ME 2024                  |
| 10.                          | 16.06.2023                   | Faro                         | Gibraltar                    | Francja                      | 0:3                          |                              | el. ME 2024                  |
| 11.                          | 12.09.2023                   | Dortmund                     | Niemcy                       | Francja                      | 2:1                          |                              | Mecz towarzyski              |
| 12.                          | 13.10.2023                   | Amsterdam                    | Holandia                     | Francja                      | 1:2                          |                              | el. ME 2024                  |
| 13.                          | 17.10.2023                   | Villeneuve-d’Ascq            | Francja                      | Szkocja                      | 4:1                          |                              | Mecz towarzyski              |
| 14.                          | 18.11.2023                   | Nicea                        | Francja                      | Gibraltar                    | 14:0                         | Gol                          | el. ME 2024                  |
| 15.                          | 21.11.2023                   | Ateny                        | Grecja                       | Francja                      | 2:2                          | Gol                          | el. ME 2024                  |
| 16.                          | 23.03.2024                   | Décines-Charpieu             | Francja                      | Niemcy                       | 0:2                          |                              | Mecz towarzyski              |
| 17.                          | 26.03.2024                   | Marsylia                     | Francja                      | Chile                        | 3:2                          | Gol                          | Mecz towarzyski              |
| 18.                          | 05.06.2024                   | Metz                         | Francja                      | Luksemburg                   | 3:0                          |                              | Mecz towarzyski              |
| 19.                          | 17.06.2024                   | Düsseldorf                   | Francja                      | Austria                      | 1:0                          |                              | ME 2024                      |
| 20.                          | 25.06.2024                   | Dortmund                     | Francja                      | Polska                       | 1:1                          |                              | ME 2024                      |
| 21.                          | 05.07.2024                   | Hamburg                      | Francja                      | Portugalia                   | 0:0 (k. 5:3)                 |                              | ME 2024                      |
| 22.                          | 06.09.2024                   | Paryż                        | Francja                      | Włochy                       | 1:3                          |                              | LN 2024/2025                 |
| 23.                          | 09.09.2024                   | Décines-Charpieu             | Francja                      | Belgia                       | 2:0                          |                              | LN 2024/2025                 |
| 24.                          | 10.10.2024                   | Budapeszt                    | Izrael                       | Francja                      | 1:4                          |                              | LN 2024/2025                 |
| 25.                          | 14.10.2024                   | Bruksela                     | Belgia                       | Francja                      | 1:2                          |                              | LN 2024/2025                 |

## Sukcesy

### RC Strasbourg
- Puchar Ligi Francuskiej (1×): 2018/2019

## Życie prywatne
Fofana urodził się w Paryżu, we Francji. Posiada obywatelstwo francuskie i jest pochodzenia iworyjskiego.